# 福建省宁德监狱
福建省宁德监狱是隶属于中华人民共和国福建省监狱管理局的一所监狱。位于福建省宁德市蕉城区。

## 沿革
2005年8月，福建省人民政府和中华人民共和国司法部批复同意在宁德市组建福建省宁德监狱。2008年4月，福建省宁德监狱全面开工兴建。该监狱按照中度戒备等级规模进行规划建设，是中央及福建省重点建设项目。2010年6月9日，福建省宁德监狱在宁德市蕉城区正式揭牌成立，中共福建省委政法委、福建省司法厅、福建省监狱管理局等机关的领导出席了此次揭牌仪式。